# Arne Carlson
Arne Helge Carlson, Sr. (New York, 24 settembre 1934) è un politico statunitense. È stato governatore del Minnesota dal 7 gennaio 1991 al 4 gennaio 1999.

## Biografia

### Primi anni e famiglia
Carlson è nato negli Stati Uniti da immigrati svedesi di Göteborg (padre) e Visby (madre). Frequentò le scuole pubbliche di New York e il DeWitt Clinton High School nel Bronx prima di andare alla Choate Rosemary Hall di Wallingford, nel Connecticut. Si laureò al Williams College di Williamstown, nel 1957 e all'Università del Minnesota a Minneapolis.
Carlson è stato sposato con la giornalista Barbara Duffy dal 1965 al 1977. Da questo matrimonio nacquero un figlio maschio e due figlie femmine. Dopo il divorzio, Carlson sposò Joanne Chabot, con la quale non ebbe figli. Dopo il divorzio, ha sposato Susan Shepard con la quale ha avuto una figlia. Susan è stata la first lady del Minnesota dal 1991 al 1999.

### Carriera politica
Carlson è stato consigliere comunale di Minneapolis dal 1965 al 1967. Nel 1967, è stato il candidato repubblicano a sindaco di Minneapolis, ma venne sconfitto dal democratico Arthur Naftalin. È stato membro della Camera dei rappresentanti del Minnesota dal 1971 al 1979. Nel 1978 si candidò, con successo, ad auditor dello Stato. Ricoprì tale carica fino al 1991.
Nel 1990, si candidò alle primarie repubblicane come governatore del Minnesota, nelle quali fu sconfitto dall'uomo d'affari Jon Grunseth. Ciononostante, il 15 ottobre 1990, Jon Grunseth fu coinvolto in uno scandalo sessuale riguardante alcune adolescenti.
Carlson diventò così il candidato repubblicano e riuscì, nelle elezioni generali, a sconfiggere il governatore uscente Rudy Perpich.
Nel 1993, il governatore Carlson firmò il Minnesota Human Rights Act, legge contro le discriminazioni verso le persone LGBT. Nel 1994, nonostante le avversioni di una parte del partito repubblicano, Carlson fu rieletto governatore.
Come governatore, Carlson fu conosciuto per la sua passione per gli sport dell'Università del Minnesota. Nel ritratto ufficiale al Campidoglio viene mostrato con indosso la felpa con i colori scolastici.

### Dopo il ritiro dalla politica
Carlson è rimasto politicamente attivo anche dopo il ritiro dalla politica. In un discorso fatto al Campidoglio di St. Paul nel 2008, dichiarò il suo appoggio al candidato democratico alla presidenza Barack Obama. Nel 2010, appoggiò i candidati indipendenti alle elezioni per governatore del Minnesota e rappresentante alla Camera.
In un'intervista del giugno 2016 ha dichiarato di appoggiare la candidata democratica alla presidenza Hillary Clinton.